# Masdevallia vilcabambensis
Masdevallia vilcabambensis là một loài thực vật có hoa trong họ Lan. Loài này được L.Valenz. & E.Suclli mô tả khoa học đầu tiên năm 2008.